# Vroege eikenpalpmot
De vroege eikenpalpmot (Stenolechiodes pseudogemmellus) is een vlinder uit de familie tastermotten (Gelechiidae). De wetenschappelijke naam is voor het eerst geldig gepubliceerd in 1996 door Elsner.
De soort komt voor in Europa.